# Estadio La Visera de Cemento

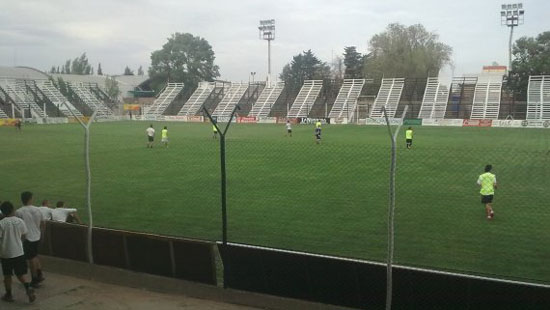
Estadio la Visera de Cemento

El Estadio La Visera de Cemento es un estadio de fútbol ubicado en la calle Mengelle 210, Cipolletti, allí hace de local el Club Cipolletti. Cuenta con una capacidad máxima de 12 000 espectadores sentados.

## Historia del estadio
Para la inauguración de este estadio se jugó un triangular amistoso en el que, además del equipo local, participaron Newell’s Old Boys y Unión Alem Progresista, de la vecina localidad de Allen. Sin embargo el primer club grande que pisó el césped de este estadio patagónico fue el Club Atlético Independiente en 1964. En esa oportunidad el histórico intendente cipoleño, Julio Dante Salto, se hizo presente para el puntapié inicial del partido. Más tarde sería el turno de Boca y River, quienes llegarían a enfrentarse en un superclásico en ese campo de juego el 30 de junio de 1974 en un amistoso. River ganó el partido 1-0 y el gol lo convirtió Juan José López.
También grandes jugadores disputaron partidos en el estadio. El 8 de abril de 1977, Diego Maradona hizo su primer gol vistiendo la camiseta de la Selección Argentina en un amistoso en el que los juveniles le ganaron al Club Cipolletti 2-1. También Franz Beckenbauer pasó por el estadio cuando el 18 de marzo de 1980 el New York Cosmos disputó un partido que terminó 1-1.